# 1083
Високе Середньовіччя  •  Золота доба ісламу  •  Реконкіста  •  Київська Русь

## Геополітична ситуація
Візантію очолює Олексій I Комнін. Генріх IV є королем Німеччини, а Філіп I — королем Франції.
Апеннінський півострів розділений між численними державами: північ належить Священній Римській імперії, середню частину займає Папська область, південна частина півострова окупована норманами. Деякі міста півночі: Венеція, Генуя, мають статус міст-республік.
Південь Піренейського півострова займають численні емірати, що утворилися після розпаду Кордовського халіфату. Північну частину півострова займають християнські Кастилія, Леон (Астурія, Галісія), Наварра, Арагон та Барселона. Вільгельм Завойовник є королем Англії, Олаф III — королем Норвегії, а Кнуд IV Святий — Данії.
У Київській Русі княжить Всеволод Ярославич, а у Польщі Владислав I Герман. Хорватію очолює Дмитар Звонимир. На чолі королівства Угорщина стоїть Ласло I.
Аббасидський халіфат очолює аль-Муктаді під патронатом сельджуків, які окупували Персію та Малу Азію, в Єгипті владу утримують Фатіміди, у Магрибі панують Альморавіди, у Середній Азії правлять Караханіди, Газневіди втримують частину Індії. У Китаї триває правління династії Сун. На півдні Індії домінує Чола. В Японії триває період Хей'ан.

## Події
- У Тмутараканському князівстві княжить Олег Святославич.
- Німецький король Генріх IV взяв в облогу замок Сант-Анджело, де сховався Папа Григорій VII.
- Папа Григорій VII канонізував короля Угорщини Іштвана I.
- Повстання богомилів у Фракії.
- Ініціатива у війні між норманами та Візантією на Балканах перейшла до ромеїв. Імператор Олексій I Комнін зняв облогу Ларисси. Потім він прогнав Боемунда з Касторії. Боемунд відплив до Італії за грошима, щоб заплатити військам. Венеційці відбили в норманів Диррахій.
- Триває реконкіста. Король Арагону Санчо I захопив у маврів місто Граус. Кастильський король Альфонсо VI взяв Талаверу-де-ла-Рейна.
- Альморавіди після 5-річної облоги захопили Сеуту.